# Amtsgericht Zwingenberg

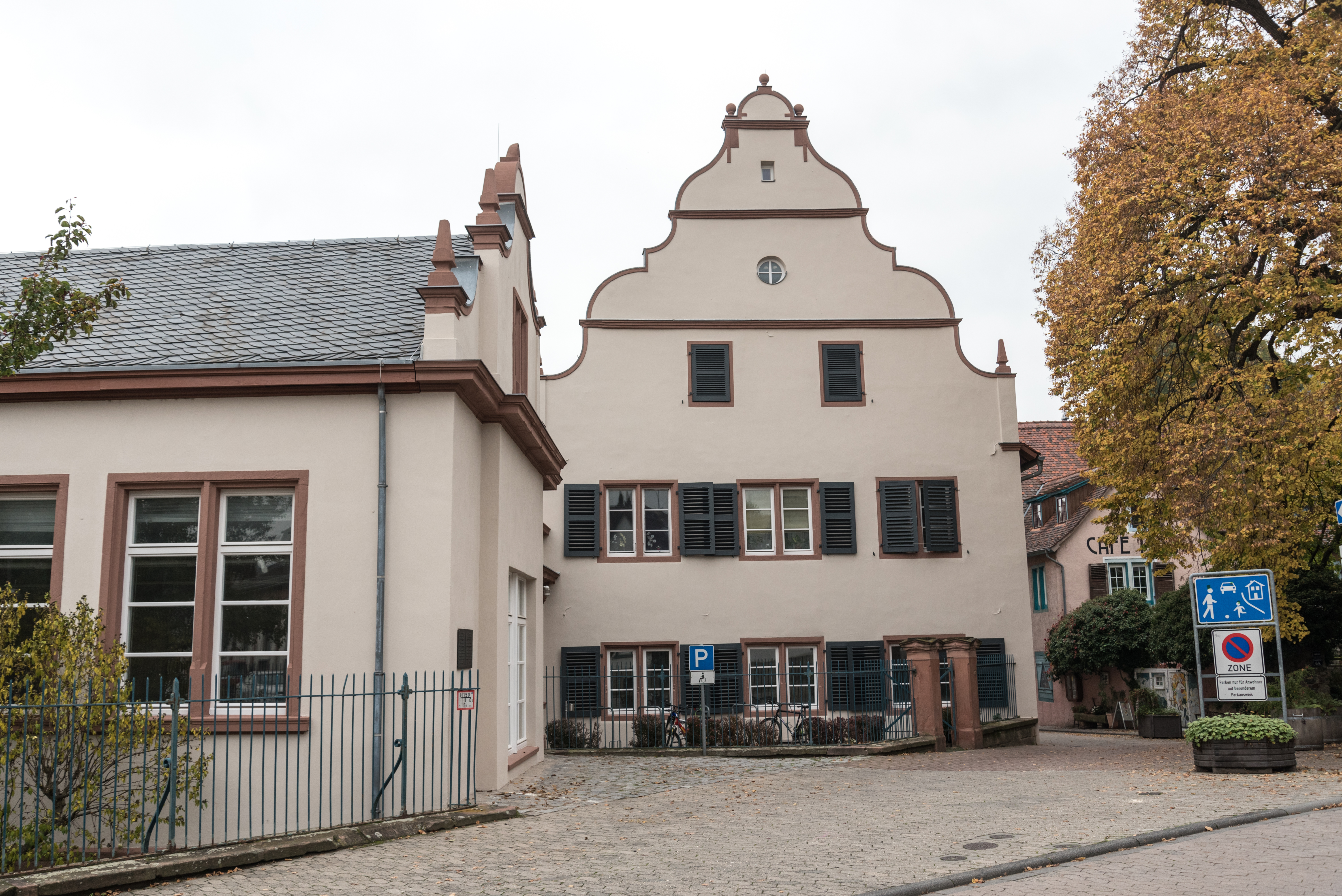
Das Jagdschloss Zwingenberg, Gebäude des ehemaligen Amtsgerichts

Das Amtsgericht Zwingenberg war ein von 1879 bis 1934 bestehendes hessisches Amtsgericht mit Sitz in Zwingenberg.

## Gründung
Mit dem Gerichtsverfassungsgesetz von 1877 wurden Organisation und Bezeichnungen der Gerichte reichsweit vereinheitlicht. Zum 1. Oktober 1879 hob das Großherzogtum Hessen deshalb die Landgerichte auf, die bis dahin in den rechtsrheinischen Provinzen des Großherzogtums die Gerichte erster Instanz gewesen waren. Funktional ersetzt wurden sie durch Amtsgerichte. So ersetzte das Amtsgericht Zwingenberg das Landgericht Zwingenberg bei leicht veränderter örtlicher Zuständigkeit. „Landgerichte“ nannten sich nun die den Amtsgerichten direkt übergeordneten Obergerichte. Das Amtsgericht Zwingenberg wurde dem Bezirk des Landgerichts Darmstadt zugeordnet.

## Bezirk
Der Gerichtsbezirk umfasste:
| Gemeinde                                        | Herkunft                | Zugang | Abgang | Nach                 |
| ----------------------------------------------- | ----------------------- | ------ | ------ | -------------------- |
| Alsbach                                         | Landgericht Zwingenberg | 1879   | 1934   | Amtsgericht Bensheim |
| Auerbach                                        | Landgericht Zwingenberg | 1879   | 1934   | Amtsgericht Bensheim |
| Balkhausen                                      | Landgericht Zwingenberg | 1879   | 1934   | Amtsgericht Bensheim |
| Beedenkirchen mit Wurzelbach                    | Landgericht Zwingenberg | 1879   | 1934   | Amtsgericht Bensheim |
| Bensheim                                        | Landgericht Zwingenberg | 1879   | 1902   | Amtsgericht Bensheim |
| Bickenbach                                      | Landgericht Zwingenberg | 1879   | 1934   | Amtsgericht Bensheim |
| Elmshausen                                      | Landgericht Zwingenberg | 1879   | 1902   | Amtsgericht Bensheim |
| Fehlheim                                        | Landgericht Zwingenberg | 1879   | 1934   | Amtsgericht Bensheim |
| Gadernheim                                      | Landgericht Zwingenberg | 1879   | 1902   | Amtsgericht Bensheim |
| Gronau                                          | Landgericht Zwingenberg | 1879   | 1902   | Amtsgericht Bensheim |
| Hähnlein                                        | Landgericht Zwingenberg | 1879   | 1934   | Amtsgericht Bensheim |
| Hohenstein                                      | Landgericht Zwingenberg | 1879   | 1934   | Amtsgericht Bensheim |
| Hochstädten                                     | Landgericht Zwingenberg | 1879   | 1934   | Amtsgericht Bensheim |
| Jugenheim                                       | Landgericht Zwingenberg | 1879   | 1934   | Amtsgericht Bensheim |
| Langwaden                                       | Landgericht Zwingenberg | 1879   | 1934   | Amtsgericht Bensheim |
| Lautern                                         | Landgericht Zwingenberg | 1879   | 1902   | Amtsgericht Bensheim |
| Ober-Beerbach mit Stettbach und Schmal-Beerbach | Landgericht Zwingenberg | 1879   | 1934   | Amtsgericht Bensheim |
| Raidelbach                                      | Landgericht Zwingenberg | 1879   | 1902   | Amtsgericht Bensheim |
| Reichenbach                                     | Landgericht Zwingenberg | 1879   | 1902   | Amtsgericht Bensheim |
| Rodau                                           | Landgericht Zwingenberg | 1879   | 1934   | Amtsgericht Bensheim |
| Schwanheim                                      | Landgericht Zwingenberg | 1879   | 1934   | Amtsgericht Bensheim |
| Schönberg                                       | Landgericht Zwingenberg | 1879   | 1902   | Amtsgericht Bensheim |
| Seeheim                                         | Landgericht Zwingenberg | 1879   | 1934   | Amtsgericht Bensheim |
| Staffel                                         | Landgericht Zwingenberg | 1879   | 1934   | Amtsgericht Bensheim |
| Wilmshausen                                     | Landgericht Zwingenberg | 1879   | 1902   | Amtsgericht Bensheim |
| Zell                                            | Landgericht Zwingenberg | 1879   | 1902   | Amtsgericht Bensheim |
| Zwingenberg                                     | Landgericht Zwingenberg | 1879   | 1934   | Amtsgericht Bensheim |

## Weitere Entwicklung
Zum 1. Mai 1902 wurde das Amtsgericht Bensheim neu eingerichtet. An dessen Gerichtsbezirk gab das Amtsgericht Zwingenberg zehn Gemeinden ab (siehe: Übersicht).

## Ende
Im Jahre 1934 wurde das Amtsgericht Zwingenberg aufgelöst und seine Aufgaben dem Amtsgericht Bensheim übertragen.

## Gerichtsgebäude
Als Gerichtsgebäude diente ein ehemaliges Jagdschloss des Landgrafen Philipp des Großmütigen von Hessen im Stil der Renaissance, das zuvor schon Dienstgebäude des Landgerichts Zwingenberg gewesen war. Das neu eingeführte öffentliche Schöffengerichte erforderte einen großen Sitzungssaal, der 1879 als Anbau an das Ensemble – stilistisch angepasst – angefügt wurde. Die Anlage ist von besonderer orts- und regionalgeschichtlicher Bedeutung, darüber hinaus auch von kunsthistorischem und baukünstlerischem Wert. Sie ist ein Kulturdenkmal und steht aufgrund des Hessischen Denkmalschutzgesetzes unter Denkmalschutz. Heute dient die Anlage überwiegend Wohnzwecken.